# Rivière Ammonoosuc supérieure
La rivière Ammonoosuc supérieure est un affluent du fleuve  Connecticut qui traverse le Comté de Coös dans la partie nord de l’État Américain. Malgré son nom, la rivière n’est pas une partie en amont de la rivière Ammonoosuc, mais plutôt un affluent distinct du fleuve Connecticut qui coule entre 32  et   97 km plus au nord.

## Géographie
La rivière prend sa source dans le Pond of Safety au nord de  Randolph Crescent Range, à l'est de la ville de Jefferson, dans la Forêt nationale de White Mountain, s'écoule en premier vers le nord à travers des parties rurales de Berlin (ou elle traverse le barrage Godfrey), les villages de West Milan et une partie de Dummer en recevant plusieurs ruisseaux de montagne, puis tourne vers l’ouest, traverse la localité de Stark, puis rejoint Northumberland où elle se déverse dans le fleuve Connecticut, près du village de Groveton. De West Milan à Groveton, elle suit un parcours parallèle à la Route 110.

## Histoire
Ancienne voie navigable pour les Abénaquis, qui par un court portage, pouvaient circuler entre le fleuve Connecticut et la Rivière Androscoggin. En 1755, Le Fort Wentworth fut construit par les miliciens de la Province du New Hampshire sur ordre de Benning Wentworth à la confluence de la rivière avec le fleuve Connecticut. Le fort a été utilisé sporadiquement pendant la Guerre de Sept Ans et durant la Révolution américaine.